# Йонас, Юстус
Юстус Йонас (нем. Justus Jonas der Ältere; 5 июня 1493[…], Нордхаузен, Священная Римская империя — 9 октября 1555[…], Айсфельд, Священная Римская империя) — друг и помощник Лютера, профессор богословия и пробст в Виттенберге.
Сопровождал Лютера в Вормс, помогал ему при переводе Ветхого Завета и при визитации церквей, принимал участие в составлении так называемых Торгауских статей и присутствовал на рейхстаге в Аугсбурге. В 1541 Йонас был приглашен в Галле, чтобы реформировать там церковное и школьное дело. Шмалькальденская война заставила его удалиться оттуда (1546). После долгих блужданий, Йонас в 1551 году стал придворным проповедником в Кобурге, в 1553 году — суперинтендентом в Айсфельде. Его переписка издана в «Geschichtsqirellen der Provinz Sachsen» (Галле, 1884—1885).